# Apicia thasusaria
Apicia thasusaria là một loài bướm đêm trong họ Geometridae.